# Wendell Mottley
Wendell Mottley (* 2. Juli 1941 in Port of Spain, Trinidad) ist ein ehemaliger Sprinter, Olympiateilnehmer, aber auch Politiker, Minister und Institutsgründer aus Trinidad und Tobago.
Bereits 1958 begann seine sportliche Karriere, als er in der Gruppe der 17-jährigen bei den Queen’s Royal College Sports die 100 Yards in einer absoluten Rekordzeit von 10,1 Sekunden lief. 1959 gewann er bei der gleichen Sportveranstaltung die 100, 220, 440 und 880 Yards. 1960 ging er an die Yale University in den Vereinigten Staaten, um Ökonomie zu studieren. 1964 stellte er neue Hallenweltrekorde über 400, 550 und 600 Yards auf. Die erfolgreiche Hallensaison bescherte ihm einen Platz in der Olympiamannschaft.
Bei den Olympischen Sommerspielen 1964 in Tokio gewann er die Silbermedaille im 400-Meter-Lauf, hinter dem US-Amerikaner Mike Larrabee (Gold) und vor dem Polen Andrzej Badeński (Bronze) sowie die Mannschaftsbronzemedaille, zusammen mit seinen Teamkollegen Edwin Skinner, Kent Bernard und Edwin Roberts, hinter den Teams aus den USA (Gold) und dem Vereinigten Königreich (Silber). Bei den British Empire and Commonwealth Games 1966 in Kingston gewann er die Goldmedaille im 440-Yards-Lauf vor seinem Landsmann Kenneth Bernard (Silber) und dem Kanadier Don Domansky (Bronze). Ebenfalls Gold gewann er im 4-mal-440-Yards-Staffellauf, vor den Teams aus Kanada (Silber) und England (Bronze).
Mottley ist Politiker und war unter anderem zwischen 1991 und 1995 Finanzminister in Trinidad und Tobago und führte während dieser Zeit erfolgreich große Wirtschaftsreformen durch. Er hatte vorher bereits als Minister für Handel und Industrie sowie als Bauminister gewirkt. Später war Mottley Seniorberater der Credit Suisse Group, wo er sich auf die Finanzierung von energiegebundenen Projekten spezialisierte. Mottley ist ebenfalls Gründer des karibischen Forschungsinstituts Caribbean Research Institute in Trinidad und Tobago und der Citizens Alliance political Party, einer kleineren politischen Partei.
2018 wurde ihm der höchste Orden seines Heimatlandes, der Order of the Republic of Trinidad and Tobago, verliehen.